# H.P.オールスターズ
H.P.オールスターズ（ハロー!プロジェクトオールスターズ）は2004年にハロー!プロジェクトの総勢46名によって結成されたオールスターユニット。同年12月1日にミニアルバム『ALL FOR ONE & ONE FOR ALL!』を発売した。
この項目では、2011年に結成されたハロー!プロジェクト モベキマス、2018年に結成されたハロプロ・オールスターズについても記述する。

## H.P.オールスターズ

### メンバー
各グループの人数およびメンバーはリリース時点
- モーニング娘。（12名）
  - 飯田圭織、矢口真里、吉澤ひとみ、石川梨華、高橋愛、紺野あさ美、小川麻琴、新垣里沙、藤本美貴、亀井絵里、道重さゆみ、田中れいな
- ソロ（ソロユニット1名を含む8名）
  - 中澤裕子、安倍なつみ、保田圭、後藤真希、稲葉貴子、アヤカ（ココナッツ娘。）、前田有紀、松浦亜弥
- W（2名）
  - 辻希美、加護亜依
- カントリー娘。（3名）
  - あさみ、里田まい、みうな
- メロン記念日（4名）
  - 斉藤瞳、村田めぐみ、大谷雅恵、柴田あゆみ
- 美勇伝（3名 - 重複1名 = 2名）
  - 石川梨華、三好絵梨香、岡田唯
- ハロー!プロジェクト・キッズ（7名、後の℃-ute）
  - 梅田えりか、矢島舞美、村上愛、中島早貴、鈴木愛理、岡井千聖、萩原舞
- Berryz工房（8名）
  - 清水佐紀、嗣永桃子、徳永千奈美、須藤茉麻、夏焼雅、石村舞波、熊井友理奈、菅谷梨沙子

### 特徴
- 2004年は毎年恒例のシャッフルユニットが結成されなかったため（2006年も同様）、その代替として位置付けられている。『ALL FOR ONE & ONE FOR ALL!』の帯にその旨が記述されており、ジャケット・初回盤写真集の表紙および扉にはシャッフルユニットを示すデザインロゴが記されていることに加え、公式サイトでも本ユニットはシャッフルユニットとして扱われている。ただし、2008年12月10日発売の『メガベスト』シリーズでは『シャッフルユニットメガベスト』ではなく『スペシャルユニットメガベスト』に収録されている。
- 『ALL FOR ONE & ONE FOR ALL!』は、以下ハロー!プロジェクト加入順の組み合わせによるメドレーから始まる。
  - 中澤&安倍&飯田
  - 矢口&保田
  - 後藤&稲葉&アヤカ
  - あさみ&メロン記念日
  - モーニング娘。4期メンバー
  - 前田&松浦
  - モーニング娘。5期メンバー
  - 藤本&里田
  - ハロー!プロジェクト・キッズ（のちの℃-ute）
  - Berryz工房
  - 亀井&道重&田中
  - みうな&三好&岡田
- サビ前のソロは、松浦・安倍・加護・後藤・辻・石川・藤本といった当時注目度の高かったメンバーに割り当てられている。
- 衣装は女子高生の制服がモチーフとなり、下の衣装は、美勇伝の岡田・三好はチェックの長ズボン、Berryz工房はチェックのハーフパンツ、その他のメンバーはチェックのミニスカートだった。

### 略歴
2004年
- 11月、初のハロー!プロジェクト全員参加によるオールスターユニットとして活動を開始した。
- 12月1日、アルバム『ALL FOR ONE & ONE FOR ALL!』をリリース。

2005年
- 7月、当時開催されたハロー!プロジェクトコンサートで「ALL FOR ONE & ONE FOR ALL!」を歌っているが、これは「ハロー!プロジェクト全員（「Hello! Project All Cast」）」の表記となっていた（この時、矢口真里は司会だったため不参加）。
- 10月2日、Berryz工房コンサートの最終日をもって石村舞波がハロー!プロジェクトを卒業し、オリジナルメンバー46名の歌唱が復活する可能性はなくなった。

2006年
- 3月19日、『Hello! Project SPORTS FESTIVAL 2006』（さいたまスーパーアリーナ）のミニライブで、モーニング娘。の「ここにいるぜぇ!」をH.P.オールスターズ名義で披露している（ただし、ライブの模様が収録されたファンクラブ会員限定販売のDVDには「全員」とのみ表記）。

### 作品

#### アルバム
- ALL FOR ONE & ONE FOR ALL!（2004年12月1日、zetima、初回盤：EPCE-5343・通常盤：EPCE-5344）[1]

#### コンピレーションアルバム
- プッチベスト5（2004年12月22日、zetima、EPCE-5340）[2]
- ハロー!プロジェクト スペシャルユニット メガベスト（2008年12月10日、zetima、EPCE-5602）[3]

#### DVD
- プッチベスト5 DVD（2004年12月15日、zetima、EPBE-5162）[4]

## ハロー!プロジェクト モベキマス
ハロー!プロジェクト モベキマスは、2011年9月にハロー!プロジェクトの全メンバー（9月30日卒業の高橋愛を除く）で結成したモーニング娘。（モ）、Berryz工房（ベ）、℃-ute（キ）、真野恵里菜（マ）、スマイレージ（ス）のコラボレーションユニット。同年11月16日にシングル「ブスにならない哲学」を発売し、同月23日には発売記念イベントとしてよみうりランドオープンシアターEASTで『ハロー!プロジェクト☆フェスティバル2011』を開催した。

### メンバー
- 当初（MV撮影時）は総勢29名だったが[5]、小数賀芙由香がスマイレージサブメンバーから離脱し、モーニング娘。10期メンバーの飯窪春菜、石田亜佑美、佐藤優樹、工藤遥が加入したことで、シングル発売時には総勢32名となった[7]。
- モーニング娘。10期メンバーの4人は、CDやMVには参加していないが、全国キャンペーンから合流し、イベントやテレビ・ラジオ番組にハロー!プロジェクト モベキマスの一員として出演した[8][9]。

当時の年齢はシングルの発売日である2011年11月16日時点
| 所属 | 名前         | 生年月日       | 当時 | 現在 | CD | MV | 備考                                                                       |
| ---- | ------------ | -------------- | ---- | ---- | -- | -- | -------------------------------------------------------------------------- |
| モ   | 新垣里沙     | 1988年10月20日 | 23歳 | 36歳 | ○  | ○  | メインボーカル                                                             |
| モ   | 道重さゆみ   | 1989年07月13日 | 22歳 | 35歳 | ○  | ○  |                                                                            |
| モ   | 田中れいな   | 1989年11月11日 | 22歳 | 35歳 | ○  | ○  | メインボーカル                                                             |
| モ   | 光井愛佳     | 1993年01月12日 | 18歳 | 32歳 | ○  | △  | ダンスショットMVは不参加                                                   |
| モ   | 譜久村聖     | 1996年10月30日 | 15歳 | 28歳 | ○  | ○  | C/W「もしも…」歌唱メンバー                                                 |
| モ   | 生田衣梨奈   | 1997年07月07日 | 14歳 | 27歳 | ○  | ○  |                                                                            |
| モ   | 鞘師里保     | 1998年05月28日 | 13歳 | 27歳 | ○  | ○  | メインボーカル                                                             |
| モ   | 鈴木香音     | 1998年08月05日 | 13歳 | 26歳 | ○  | ○  |                                                                            |
| モ   | 飯窪春菜     | 1994年11月07日 | 17歳 | 30歳 | ×  | ×  |                                                                            |
| モ   | 石田亜佑美   | 1997年01月07日 | 14歳 | 28歳 | ×  | ×  |                                                                            |
| モ   | 佐藤優樹     | 1999年05月07日 | 12歳 | 26歳 | ×  | ×  |                                                                            |
| モ   | 工藤遥       | 1999年10月27日 | 12歳 | 25歳 | ×  | ×  |                                                                            |
| ベ   | 清水佐紀     | 1991年11月22日 | 19歳 | 33歳 | ○  | ○  | 『ハロー!プロジェクト☆フェスティバル2011』はバースデーイベントのため不参加 |
| ベ   | 嗣永桃子     | 1992年03月06日 | 19歳 | 33歳 | ○  | ○  | C/W「もしも…」歌唱メンバー                                                 |
| ベ   | 徳永千奈美   | 1992年05月22日 | 19歳 | 33歳 | ○  | ○  |                                                                            |
| ベ   | 須藤茉麻     | 1992年07月03日 | 19歳 | 32歳 | ○  | ○  |                                                                            |
| ベ   | 夏焼雅       | 1992年08月25日 | 19歳 | 32歳 | ○  | ○  | メインボーカル                                                             |
| ベ   | 熊井友理奈   | 1993年08月03日 | 18歳 | 31歳 | ○  | ○  |                                                                            |
| ベ   | 菅谷梨沙子   | 1994年04月04日 | 17歳 | 31歳 | ○  | ○  | メインボーカル                                                             |
| キ   | 矢島舞美     | 1992年02月07日 | 19歳 | 33歳 | ○  | ○  | メインボーカル                                                             |
| キ   | 中島早貴     | 1994年02月05日 | 17歳 | 31歳 | ○  | ○  | C/W「もしも…」歌唱メンバー                                                 |
| キ   | 鈴木愛理     | 1994年04月12日 | 17歳 | 31歳 | ○  | ○  | メインボーカル                                                             |
| キ   | 岡井千聖     | 1994年06月21日 | 17歳 | 30歳 | ○  | ○  |                                                                            |
| キ   | 萩原舞       | 1996年02月07日 | 15歳 | 29歳 | ○  | ○  |                                                                            |
| マ   | 真野恵里菜   | 1991年04月11日 | 20歳 | 34歳 | ○  | ○  | C/W「もしも…」歌唱メンバー                                                 |
| ス   | 和田彩花     | 1994年08月01日 | 17歳 | 30歳 | ○  | ○  | C/W「もしも…」歌唱メンバー                                                 |
| ス   | 前田憂佳     | 1994年12月28日 | 16歳 | 30歳 | ○  | ○  | メインボーカル、2011年12月31日卒業・芸能界引退                             |
| ス   | 福田花音     | 1995年03月12日 | 16歳 | 30歳 | ○  | ○  |                                                                            |
| ス   | 中西香菜     | 1997年06月04日 | 14歳 | 28歳 | ○  | ○  |                                                                            |
| ス   | 小数賀芙由香 | 1997年11月19日 | 13歳 | 27歳 | ×  | ○  | MVのみ参加、発売前（2011年9月9日）にグループ離脱                           |
| ス   | 竹内朱莉     | 1997年11月23日 | 13歳 | 27歳 | ○  | ○  |                                                                            |
| ス   | 勝田里奈     | 1998年04月06日 | 13歳 | 27歳 | ○  | ○  |                                                                            |
| ス   | 田村芽実     | 1998年10月30日 | 13歳 | 26歳 | ○  | ○  |                                                                            |

### 特徴
- 2011年8月6日、ハロー!プロジェクト モベキマスの活動に先駆けて、モーニング娘。以外のメンバーが「ベキマス」名義でシングル「負けるな わっしょい!」をコンサート会場限定で発売している[10][11]。また、同シングルはハロー!プロジェクトオフィシャルショップ、ハロー!プロジェクトファンクラブ通販でも販売されている[11]。
- シングル「ブスにならない哲学」のCDは初回生産限定盤A〜Fと通常盤の7形態で構成されている[12]。
- 初回生産限定盤Aと通常盤のカップリング曲は選抜メンバー5人が歌う「もしも…」、初回生産限定盤B〜Fのカップリング曲は各ユニットが歌う「かっちょ良い歌」である[12]。
- 初回生産限定盤Aは、MVを収録したDVDを付属[12]。
- MVは小数賀芙由香がスマイレージサブメンバーを離脱する前に撮影されたため、同メンバーも参加している[5][13][14]。また、光井愛佳は疲労骨折の影響でダンスショットには参加していない[15]。
- MVの振り付けはラッキィ池田が担当した[7]。
- 表題曲である「ブスにならない哲学」は同年10月26日より、カップリング曲である「もしも…」と「かっちょ良い歌」（各フィーチャリングVer.）は11月9日より、各配信サイトで着うたフルが先行配信された[16][17]。

### 作品

#### シングル
- 負けるな わっしょい！（2011年8月6日、UP-FRONT WORKS、UFCW-1017）
  - 作詞・作曲：つんく 編曲：高橋諭一
- ブスにならない哲学（2011年11月16日、zetima、初回生産限定盤A：EPCE-5821〜22・同B モーニング娘。盤：EPCE-5823・同C Berryz工房盤：EPCE-5824・同D ℃-ute盤：EPCE-5825・同E 真野恵里菜盤：EPCE-5826・同F スマイレージ盤：EPCE-5827・通常盤：EPCE-5828）[12]

#### コンピレーションアルバム
- プッチベスト12（2011年12月7日、zetima、EPCE-5830）[18]
- ハロー!プロジェクトの全曲から集めちゃいました! Vol.5 tofubeats編（2014年8月13日、UP-FRONT WORKS、UFCW-1081）[19]

#### 配信楽曲
- ブスにならない哲学（2011年10月26日、着うたフル）[16]
- もしも…（2011年11月9日、着うたフル）[17]
- かっちょ良い歌（各フィーチャリングVer.）（2011年11月9日、着うたフル）[17]

#### DVD
- イベントV「ブスにならない哲学」（2011年11月23日、UP-FRONT WORKS、TGBS-6247）[20]
- プッチベスト12 DVD（2011年12月7日、zetima、EPBE-5425）[21]
- ハロー!プロジェクト☆フェスティバル2011（2012年4月11日、UP-FRONT WORKS、UFBW-1159）[22]
- ハロプロ!TIME Vol.11（2012年6月8日、UP-FRONT WORKS、UFBW-1165）[23]
- 道重さゆみのモベキマスってなに?? 1・2・3・4（2012年7月19日、UP-FRONT WORKS、UFBW-2055・56・57・58）[24]

#### アプリケーション
- 美人天気（2011年11月1日 - 31日、ドワンゴ、Android・iOS）[25][26]
- モベキマス告白週間 by ハロー!プロジェクト（2011年11月15日、GREE、Android・iOS）[27][28]

### 出演

#### ネット配信
- 道重さゆみの『モベキマスってなに??』（2011年10月6日 - 11月24日、Ustream・YouTube）[29][30]
- 【ハロー!プロジェクト☆フェスティバル2011】生放送!!（2011年11月23日、ニコニコ生放送）[31]

#### イベント
- ハロー!プロジェクト☆フェスティバル2011（2011年11月23日、よみうりランドオープンシアターEAST）[6]

## ハロプロ・オールスターズ
ハロプロ・オールスターズは、2018年8月にハロー!プロジェクト誕生20周年を記念し、ハロー!プロジェクトの全メンバー（モーニング娘。'18、アンジュルム、Juice=Juice、カントリー・ガールズ、こぶしファクトリー、つばきファクトリー、BEYOOOOONDS）で結成された期間限定コラボレーション企画ユニット。同年9月26日にシングル「YEAH YEAH YEAH/憧れのStress-free/花、闌の時」を発売。2020年12月末を以ってハロプロ・オールスターズとしての活動を終了した。

### メンバー
- モーニング娘。'18 / '19 / '20（12名→11名→14名）
  - 譜久村聖、生田衣梨奈、飯窪春菜[注 2]、石田亜佑美、佐藤優樹、小田さくら、野中美希、牧野真莉愛、羽賀朱音、加賀楓、横山玲奈、森戸知沙希、北川莉央[注 3]、岡村ほまれ[注 3]、山﨑愛生[注 3]
- アンジュルム（10名→12名→9名）
  - 和田彩花[注 4]、中西香菜[注 5]、竹内朱莉、勝田里奈[注 6]、室田瑞希[注 7]、佐々木莉佳子、上國料萌衣、笠原桃奈、船木結、川村文乃、太田遥香[注 8]、伊勢鈴蘭[注 9]、橋迫鈴[注 3]
- Juice=Juice（8名→7名→9名）
  - 宮崎由加[注 10]、金澤朋子、高木紗友希、宮本佳林、植村あかり、梁川奈々美[注 11]、段原瑠々、稲場愛香、工藤由愛[注 3]、松永里愛[注 3]、井上玲音
- カントリー・ガールズ（5名→4名→0名、重複3名=2名→重複2名=2名→重複0名=0名）[注 12]
  - 山木梨沙、森戸知沙希、小関舞、梁川奈々美[注 11]、船木結
- こぶしファクトリー（5名→0名）[注 13]
  - 広瀬彩海、野村みな美、浜浦彩乃、和田桜子、井上玲音
- つばきファクトリー（9名→8名）
  - 山岸理子、小片リサ[注 14]、新沼希空、谷本安美、岸本ゆめの、浅倉樹々、小野瑞歩、小野田紗栞、秋山眞緒
- BEYOOOOONDS（9名→12名）
  - 一岡伶奈、島倉りか、西田汐里、江口紗耶、高瀬くるみ、前田こころ、山﨑夢羽、岡村美波、清野桃々姫、平井美葉[注 9]、小林萌花[注 9]、里吉うたの[注 9]

### 作品

#### シングル
- YEAH YEAH YEAH/憧れのStress-free/花、闌の時（2018年9月26日、zetima/UP-FRONT WORKS、初回生産限定盤：EPCE-7429〜30・通常盤A モーニング娘。'18盤：EPCE-7431・同B アンジュルム盤：EPCE-7432・同C Juice=Juice盤：EPCE-7433・同D カントリー・ガールズ盤：EPCE-7434・同E こぶしファクトリー盤：EPCE-7435・同F つばきファクトリー盤：EPCE-7436）[33]

#### コンピレーションアルバム
- プッチベスト19（2018年12月12日、zetima/UP-FRONT WORKS、EPCE-7454）[34]

#### 映像作品
- イベントV「YEAH YEAH YEAH/花、闌の時」（2018年10月20日、UP-FRONT WORKS、TGBS-10732)
- プッチベスト19 Blu-ray Disc（2018年12月12日、zetima/UP-FRONT WORKS、EPXE-5146）[35]
- ハロプロ・オールスターズ シングル発売記念イベント 〜チーム対抗歌合戦〜（2019年3月27日、zetima/UP-FRONT WORKS、DVD：EPBE-5588・Blu-ray：EPXE-5149）[36][37]

### 出演

#### イベント
- ハロプロ・オールスターズ シングル発売記念イベント 〜チーム対抗歌合戦〜（2018年10月21日、彩の国くまがやドーム）[36]
- ハロプロ・オールスターズ シングル発売記念イベント 〜春の個別握手会〜 & 〜Hello! Project 20th Anniversary!!After Party〜（2019年4月20日・21日、幕張メッセ）[38]

#### 配信
- ハロプロ・オールスターズ テレワーク合唱「でっかい宇宙に愛がある」（2020年5月24日、YouTube）